# Sharon Webb
Sharon Lynn Webb (* 29. Februar 1936 in Tampa, Florida; † 29. April 2010 in Gainesville, Georgia) war eine amerikanische Science-Fiction-Schriftstellerin. Der Schriftstellerei widmete sie sich erst recht spät, nachdem sie drei Kinder aufgezogen und 10 Jahre lang als Krankenschwester gearbeitet hatte. Anfangs verwendete sie das Pseudonym Ron Webb. 1985 erhielt sie den Phoenix Award für ihr Lebenswerk.
Ihre bekanntesten Werke sind die der Unsterblichen-Trilogie, in denen sie den Konflikt zwischen Unsterblichkeit und Kreativität beschreibt. Die Menschheit hat in dieser Trilogie eine medizinische Behandlung entwickelt, die Unsterblichkeit verleiht. Allerdings geht damit auch jegliche Kreativität verloren, was zu kulturellem und technischem Stillstand führt. Einzelne erhalten sich jedoch ihre Kreativität, indem sie auf die entsprechende Behandlung verzichten.

## Werke

### Der Zyklus von den Unsterblichen / Earthchild
- Earthchild, An Argo Book / Atheneum 1982, ISBN 0-689-30945-7
  - Erdenkind, Heyne 1989, Übersetzer Peter Robert, ISBN 3-453-03473-2
- Earth Song, An Argo Book / Atheneum 1983, ISBN 0-689-30964-3
  - Erdenlied, Heyne 1989, Übersetzer Thomas Thiemeyer, ISBN 3-453-03474-0
- Ramsong, An Argo Book / Atheneum 1984, ISBN 0-689-31058-7
  - Raketenlied, Heyne 1989, Übersetzer Werner Bauer, ISBN 3-453-03483-X

### Weitere Veröffentlichungen
- Variationen zu einem Beethoven-Thema. 1981 (Variations on a Theme from Beethoven. 1980) aus Birgit Reß-Bohusch (Hrsg.) Isaac Asimov´s Science Fiction Magazin, 12. Folge
- Laß die Sau raus!. 1985 (Switch on the Bull Run. 1979) aus Isaac Asimov (Hrsg.) Zukünfte nah und fern (Asimov´s Near Futures and Far. 1981)